# O Mal de Antíoco (Ingres)
O Mal de Antíoco, designada também Antíoco e Estratonice (em francês:  La Maladie d'Antiochus, ou Antiochus et Stratonice) é uma pintura a óleo sobre tela de Jean-Auguste-Dominique Ingres datada de 1840 e conservada no Musée Condé de Chantilly.
A pintura representa Antíoco (325 a.C.-261 a.C.) que foi filho de Seleuco I Nicátor, um dos generais de Alexandre Magno e fundador da dinastia dos Selêucidas. Antíoco ficou secretamente apaixonado pela nova esposa do seu pai, Estratonice, que é filha do rei da Macedónia Demétrio I. A paixão culpabilizadora corrói-o e fica doente. Antíoco está a morrer e Seleuco jorra-se ao fundo da cama onde está o filho. Mas o médico Erasístrato descobre a causa da doença: Antíoco agita-se e o seu coração acelera quando Estratonice entra na sala. 
A cena é tirada da Vida de Demétrio, um dos capítulos/livros da obra Vidas Paralelas de Plutarco, episódio que também é mencionado noutros textos antigos: na Biblioteca Histórica de Diodoro da Sicília, ou ainda em obras de Luciano de Samósata, de Apiano e Valério Máximo.

## As fontes de inspiração
O tema foi tratado por Jacques-Louis David no quadro que lhe permitiu ganhar o prix de Roma en 1774: Erasístrato descobrindo a causa do mal de Antíoco. Ingres, que foi aluno de David, retoma a cena em vários desenhos, o primeiro dos quais, datado de 1807, se conserva no Museu do Louvre.

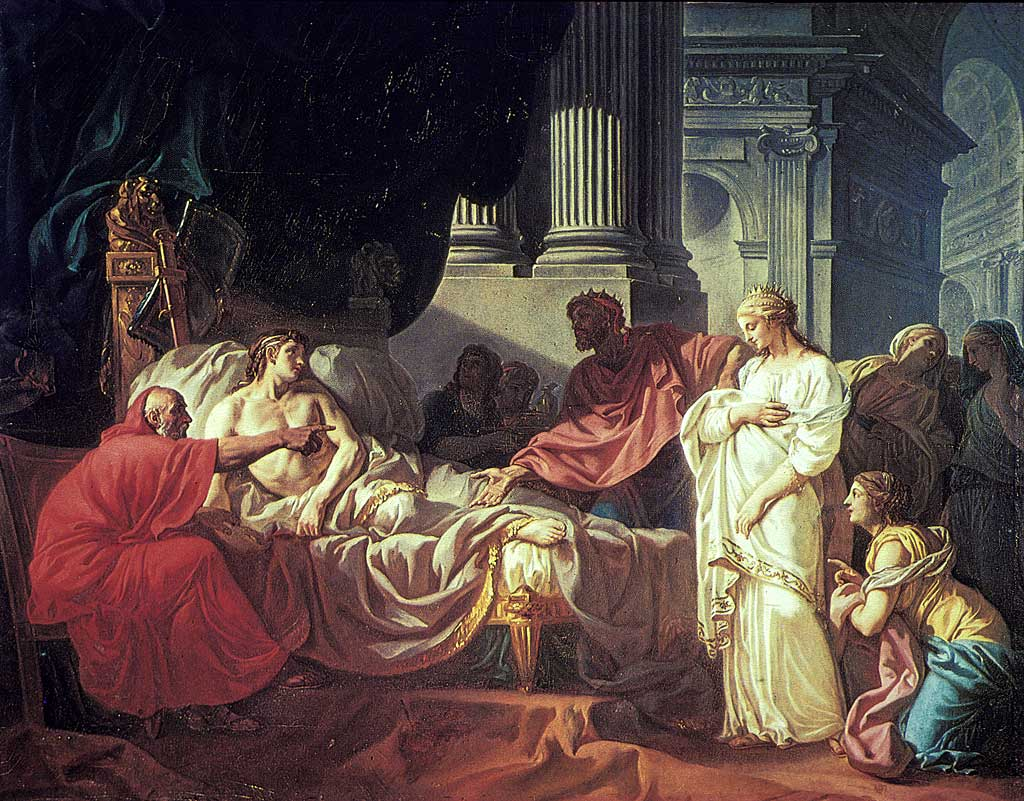
Erasístrato descobrindo a causa do mal de Antíoco (1774), de Jacques-Louis David, na Escola Nacional Superior de Belas-Artes em Paris

Uma outra fonte potencial de inspiração reside na música e na ópera. A Orquestra do Capitólio de Toulouse de que Ingres é violinista tinha no seu reportório com várias representações a ópera Estratonice de Étienne-Nicolas Méhul. A cena do quadro de Ingres retoma uma das cenas da ópera de Méhul: o solo da heroína. Esta inspiração explicará a presença no quadro de uma lira em primeiro plano. O par desta pintura, O Assassinato do duque de Guise (imagem em baixo), foi também criada a partir duma ópera, Os Huguenotes de Giacomo Meyerbeer.
O cenário e os personagens da pintura são, por sua vez, inspirados em modelos antigos. Estratonice recorda a estatuária romana e a cama onde jaz Antíoco é inspirada num Naiskos, edifício funerário que remonta ao século IV a.C., pintado num vaso descoberto em Canosa e cuja descoberta foi publicada em 1816.

## História
Em 1834, Fernando Filipe, Duque d'Orleães encomenda a Ingres um quadro para fazer o par com o quadro O Assassinato do duque de Guise de Paul Delaroche, actualmente conservado também no Museu Condé. 
No entanto, nesse mesmo ano, Ingres parte para Roma, após ter sido nomeado diretor da Academia Francesa em Roma. Atrasa por isso a concretização da encomenda. Depois, começou por desenhar um esboço que se encontra actualmente no Cleveland Museum of Art, provavelmente por volta de 1838. Lady Charlemont Egle serviu, de acordo com o seu testemunho, de modelo para Estratonice, a esposa de Ingres posou para o médico, Hippolyte Flandrin para o braço de Antíoco e, finalmente, o próprio Ingres para Seleuco. O quadro foi completado em Roma em 1840, provavelmente com a ajuda de Victor Baltard, arquiteto residente na Academia que desenha as partes arquitectónicas pintadas pelos seus alunos Paul Balze e Raymond Balze. O Duque que se mostra satisfeito paga a Ingres 6000 francos, encomendando-lhe de imediato um retrato. O quadro de Ingres foi exibido na galeria do Palácio Real.

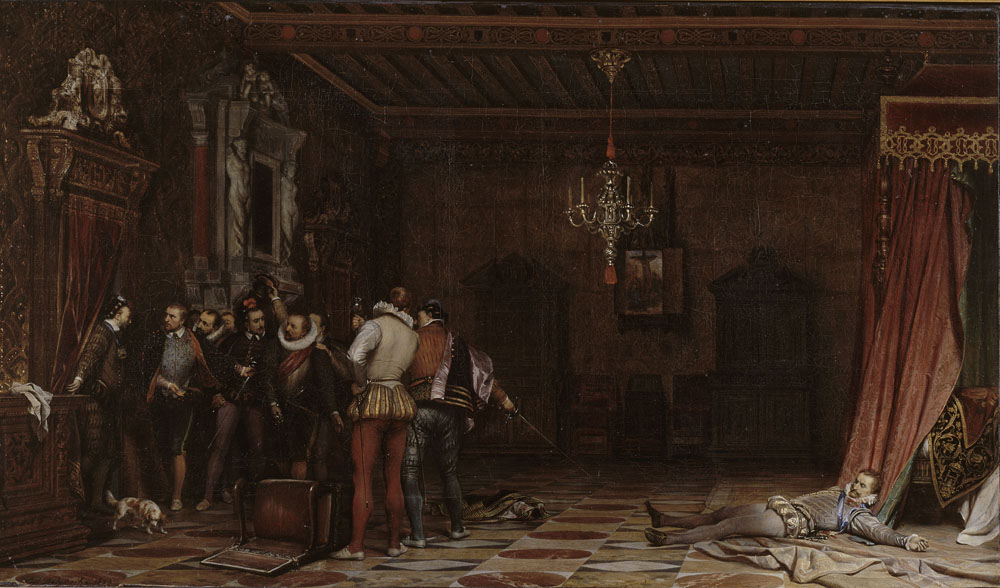
O Assassinato do duque de Guise (1834), de Paul Delaroche, no Musée Condé

O duque de Orleans morreu em 1842 e o quadro de Ingres é herdado pela sua viúva, Helena de Mecklemburgo-Schwerin. Após a Revolução Francesa de 1848, o quadro é colocado à venda em Paris, em 1852, sendo adquirido pelo príncipe Demidoff por 63000 francos. É novamente colocado em leilão em janeiro de 1863, também em Paris. O Duque de Aumale, então no exílio em Londres, manda comprar o antigo quadro do seu irmão através de Édouard Bocher pelo montante de 93000 francos. O quadro retornou a França em 1871, quando o Duque de Aumale o manda expor na Tribuna do seu Palácio de Chantilly, onde ainda se encontra actualmente.

## Obras relacionadas
Ingres realizou pelo menos quatro outras versões deste tema:
- um grande esquisso pintado entre 1807 e 1825. O seu aluno Amaury-Duval vê o quadro no ateliê do mestre nesta data. Desaparece a seguir à venda do recheio do ateliê de Ingres em 1867. Era a maior de todas as versões conhecidas (155 X 190 cm).
- o quadro do Cleveland Museum of Art, esquisso da versão de Chantilly (48 X 64 cm), pintado em 1834 (em Galeria).
- uma repetição do quadro de Chantilly com algumas variantes (35 X 46 cm), datado de 1860. Conservado na coleção Schauensee em Filadélfia (em Galeria).
- uma repetição da composição, mas invertida e com algumas variantes (61 X 92 cm), em parte realizada por Raymond Balze, datada de 1866 e actualmente conservada no Museu Fabre de Montpellier (em Galeria).

## Galeria

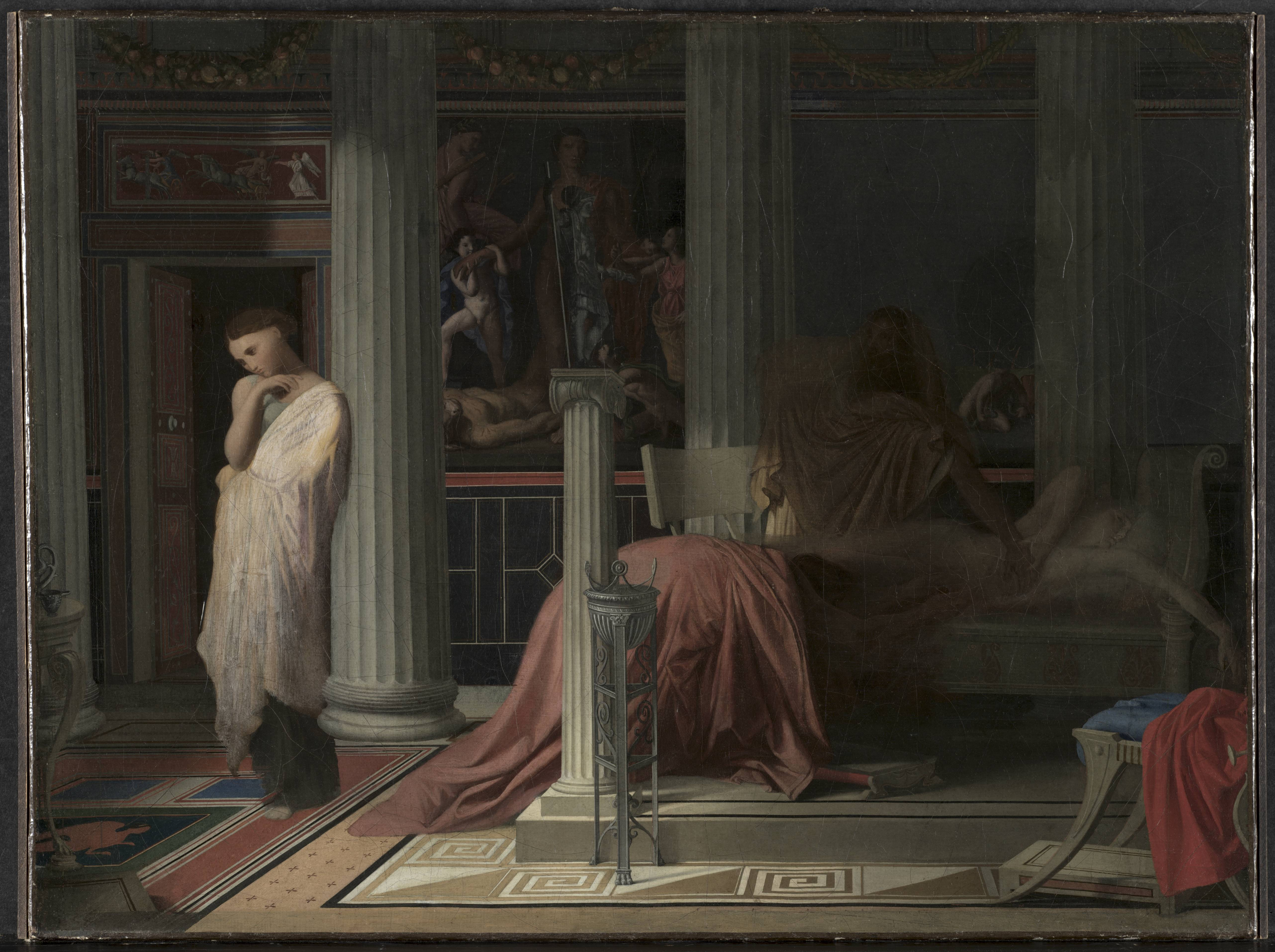
Esquisso do Museu de Cleveland
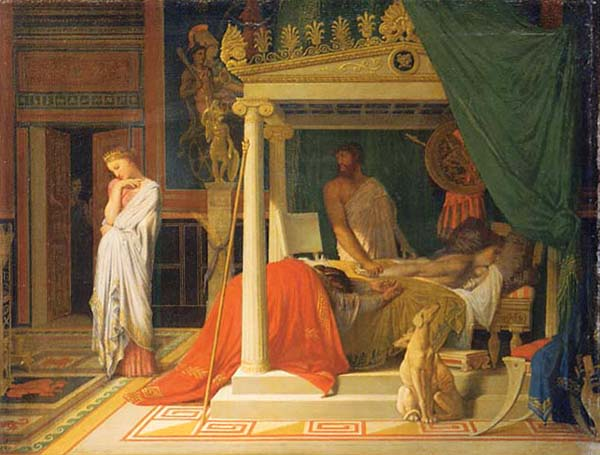
Cópia conservada em Filadélfia
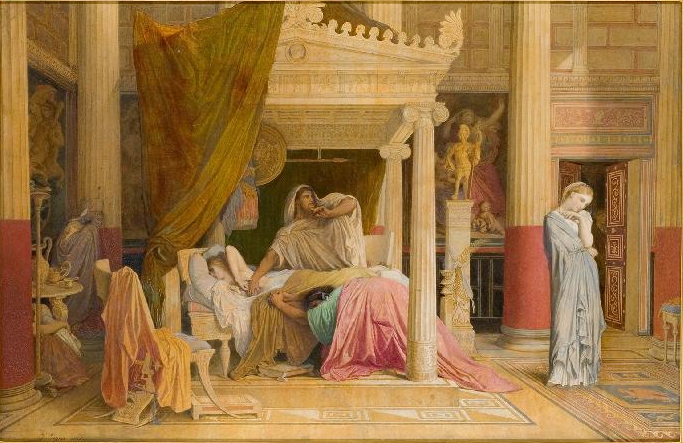
Repetição conservada no Museu Fabre de Montpellier